# Композиция H6
Composition H6 (рус. состав H6) — взрывчатое вещество, представляющее собой текучую смесь гексогена, тринитротолуола, алюминиевой пудры и парафина.

## Состав
Состав H6 производства St. Marys Munitions Factory (Новый Южный Уэльс, Австралия) показан в таблице:
| Компонент                 | Содержание |
| ------------------------- | ---------- |
| Тринитротолуол            | 29,5 %     |
| Порошкообразный алюминий  | 21 %       |
| Гексоген + нитроцеллюлоза | 44 %       |
| Хлорид кальция            | 0,5 %      |
| Парафин                   | 5 %        |

## Применение
H6 используется в различных боеприпасах: морских минах, глубинных бомбах, торпедах, где заменил собой более чувствительный к сотрясению торпекс. По силе H6 примерно в 1,35 раза превосходит тринитротолуол.
Основное применение H6 — снаряжение авиабомб Mk 82 и Mk 84.